# Kerecsendi Berek-erdő és Lógó-part
Kerecsendi Berek-erdő és Lógó-part este o arie protejată (arie specială de conservare — SAC, sit de importanță comunitară — SCI) din Ungaria întinsă pe o suprafață de 142,79 ha, integral pe uscat.

## Localizare
Centrul sitului Kerecsendi Berek-erdő és Lógó-part este situat la coordonatele 47°47′06″N 20°19′28″E / 47.785°N 20.324444°E.

## Înființare
Situl Kerecsendi Berek-erdő és Lógó-part a fost declarat sit de importanță comunitară în mai 2004 pentru a proteja 3 specii de plante și 13 specii de animale. Situl a fost protejat și ca arie specială de conservare în februarie 2010.

## Biodiversitate
Situată în ecoregiunea panonică, aria protejată conține 8 habitate naturale: Pajiști stepice panonice pe loess, Păduri panonice cu Quercus petraea și Carpinus betulus, Tufărișuri subcontinentale peripanonice, Păduri stepice euro-siberiene cu Quercus spp., Stepe și mlaștini sărate panonice, Păduri panonice-balcanice de stejar turcesc - stejar sesil, Pajiști uscate seminaturale și facies de acoperire cu tufișuri pe substraturi calcaroase (Festuco-Brometalia) (* situri importante pentru orhidee), Pajiști aluvionare inundabile, de Cnidion dubii.
La baza desemnării sitului se află mai multe specii protejate:
- plante (3): Echium russicum, sisinei (Pulsatilla grandis), Thlaspi jankae
- amfibieni (1): buhai de baltă cu burta roșie (Bombina bombina)
- mamifere (1): popândău (Spermophilus citellus)
- nevertebrate (11): Catopta thrips, croitorul mare al stejarului (Cerambyx cerdo), Cucujus cinnaberinus, orthosia schmidtii (Dioszeghyana schmidtii), fluturele de noapte (Eriogaster catax), Gortyna borelii lunata, Hypodryas maturna, Isophya costata, rădașcă (Lucanus cervus), fluturele purpuriu (Lycaena dispar), Probaticus subrugosus

Pe lângă speciile protejate, pe teritoriul sitului au mai fost identificate 9 specii de plante, 4 specii de nevertebrate.